# SN 2006mw
SN 2006mw – supernowa typu Ia odkryta 21 października 2006 roku w galaktyce A032508-0002. W momencie odkrycia miała maksymalną jasność 22,10m.